# Jánossy D. László
Jánossy D. László (Nagyenyed, 1939. április 30. – Kolozsvár, 1986. december 21.) erdélyi magyar festő és restaurátor.

## Életpályája
Felsőfokú tanulmányokat a kolozsvári Ion Andreescu Képzőművészeti Főiskolán folytatott 1959–1964 közt, majd 1967–1968-ban Bukarestben restaurátorképző tanfolyamot végzett. 1965–1973 között a Kolozsvári Művészeti Múzeum képrestaurátoraként működött. Mint egyéni alkotó elsősorban tájképeket festett az akvarellfestészet elkötelezett híveként. Biztos rajztudás és gazdag színvilág jellemezte.
Alkotásait mind egyéni, mind csoportos kiállításokon megmérette.

## Kiállításai (válogatás)

### Egyéni
- 1971 • Képzőművészeti Galéria, Kolozsvár
- 1981 • Korunk Galéria, Kolozsvár
- 1997 • Gy. Szabó B. Galéria, Kolozsvár
- 2006 • Dr. Szász Pál Galéria, Nagyenyed

### Csoportos
- 2000 • Miklóssy Gábor és növendékei, Vigadó Galéria, Budapest
- 2008 • Jótékonysági kiállítás Házsongárdért, Protestáns Teológia épülete, Kolozsvár